# Uitbarsting van de Mount St. Helens
Op 18 mei 1980 vond een uitbarsting van de Mount St. Helens in de Amerikaanse staat Washington plaats. De eruptie van het plinische type had een vulkanische-explosiviteitsindex van 5 en was de enige belangrijke uitbarsting in de Verenigde Staten sinds die van de Lassen Peak in Californië in 1915. In mei 1980 waren de schade en het aantal slachtoffers veel groter. De uitbarsting werd voorafgegaan door een serie aardbevingen en stoomwolken, veroorzaakt door het binnenstromen van magma dicht onder de oppervlakte van de noordhelling. Dit veroorzaakte aldaar een uitstulping; door scheuren werd die helling verzwakt.
Een aardbeving om 8.32 uur in de ochtend (Pacific Daylight Time) (UTC−7) deed de gehele verzwakte noordhelling omlaagschuiven. Hierdoor kon lava en deels gesmolten ouder gesteente, verzadigd met gas en stoom onder hoge druk, plotseling noordwaarts exploderen.

## Voorgeschiedenis
Mount St. Helens was van het midden van de 19e eeuw tot maart 1980 een slapende vulkaan. Vanaf 15 maart 1980 duidden enkele kleine aardbevingen erop dat onder de vulkaan mogelijk magma in beweging was gekomen. In de periode januari 1975 tot begin 1980 werden niet meer dan 44 bevingen waargenomen, van 15 tot 21 maart meer dan 100. Op 20 maart was er een aardbeving met een kracht van 4.2 met centrum onder de noordflank. Dit veroorzaakte een paar sneeuwlawines; er werden enkele extra seismometers geplaatst om de oorzaak van de bevingen beter te kunnen bepalen. Ook van 25 tot 27 maart waren er veel kleine bevingen waarvan een met een kracht van 5.1 op de schaal van Richter. De US Forestry Service verklaarde de berg boven de boomgrens voor gesloten.

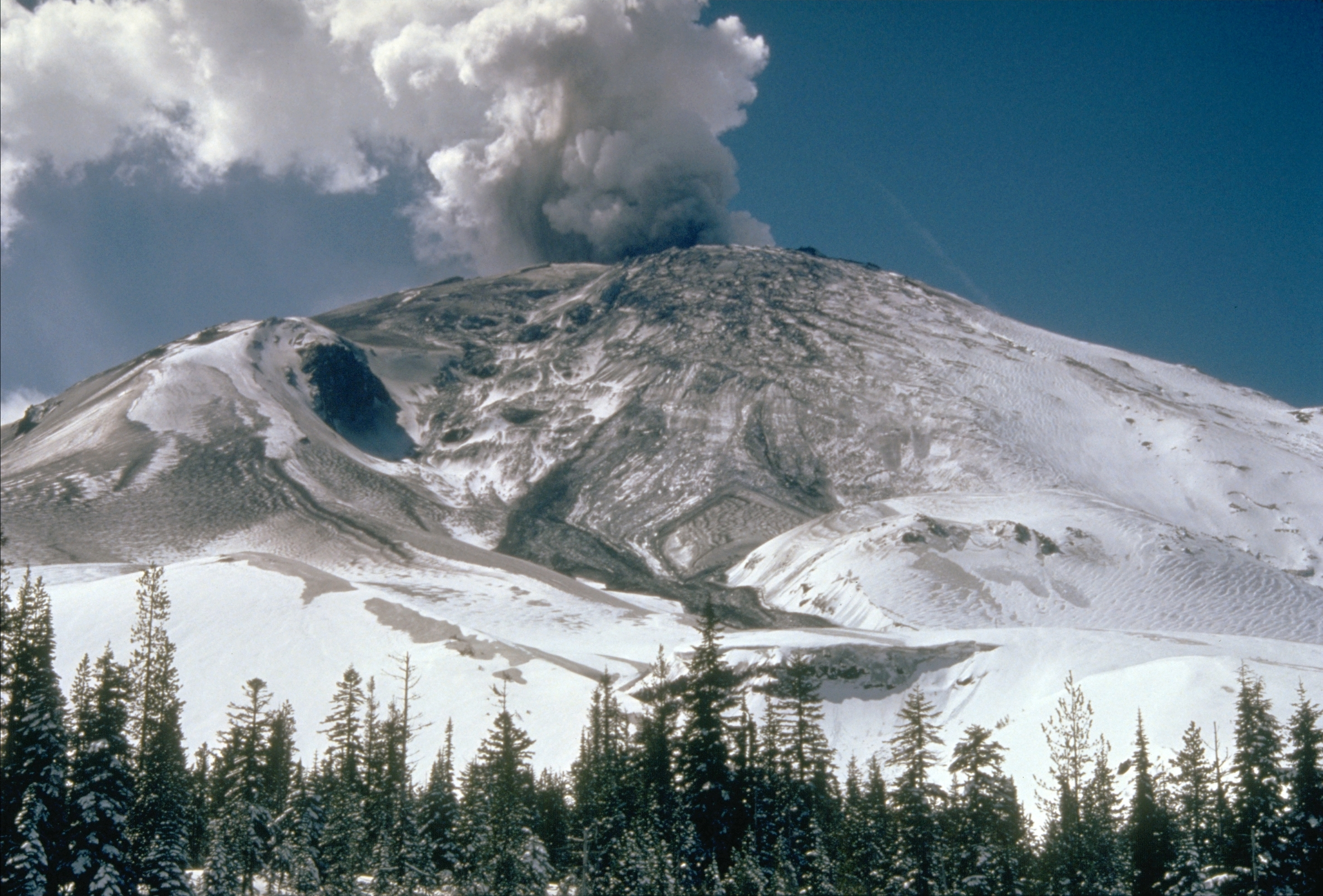
USGS foto van een kleinere uitbarsting op 10 april 1980

Op 27 maart om 12.36 lokale tijd deden stoomexplosies als gevolg van door magma verhit grondwater vanuit de oude top van de berg een nieuwe krater ontstaan met een doorsnee van 80 meter. Ook verscheen een aswolk van ruim 2000 meter hoog. Verder was een 5 km lange scheur in de sneeuwkap ontstaan die min of meer in oost-westrichting over de top liep. Nieuwe stoomexplosies de dagen erna veroorzaakten aswolken met een hoogte van 3000 meter. Het meeste viel neer op 5 tot 20 mijl afstand; ook werd as waargenomen in Bend op 150 mijl en Spokane 285 mijl. De as was nog niet afkomstig van nieuwe magma maar van het verpulveren van bestaand gesteente op de bergtop. Omdat de aardbevingen non-stop doorgingen was het seismologisch laboratorium van de Universiteit van Washington inmiddels continu bemenst om de stroom aan gegevens te kunnen verwerken. Zowel op 24 als op 27 maart was er een relatief sterke beving met kracht 4,2; het publiek werd gevraagd weg te blijven van de berg en Spirit Lake. Enkele honderden mensen werden uit het gebied geëvacueerd, bijvoorbeeld medewerkers van de US Forestry Service met hun gezinnen, 300 houthakkers (die enkele dagen later weer aan het werk gingen) en 20 werknemers van een viskwekerij.

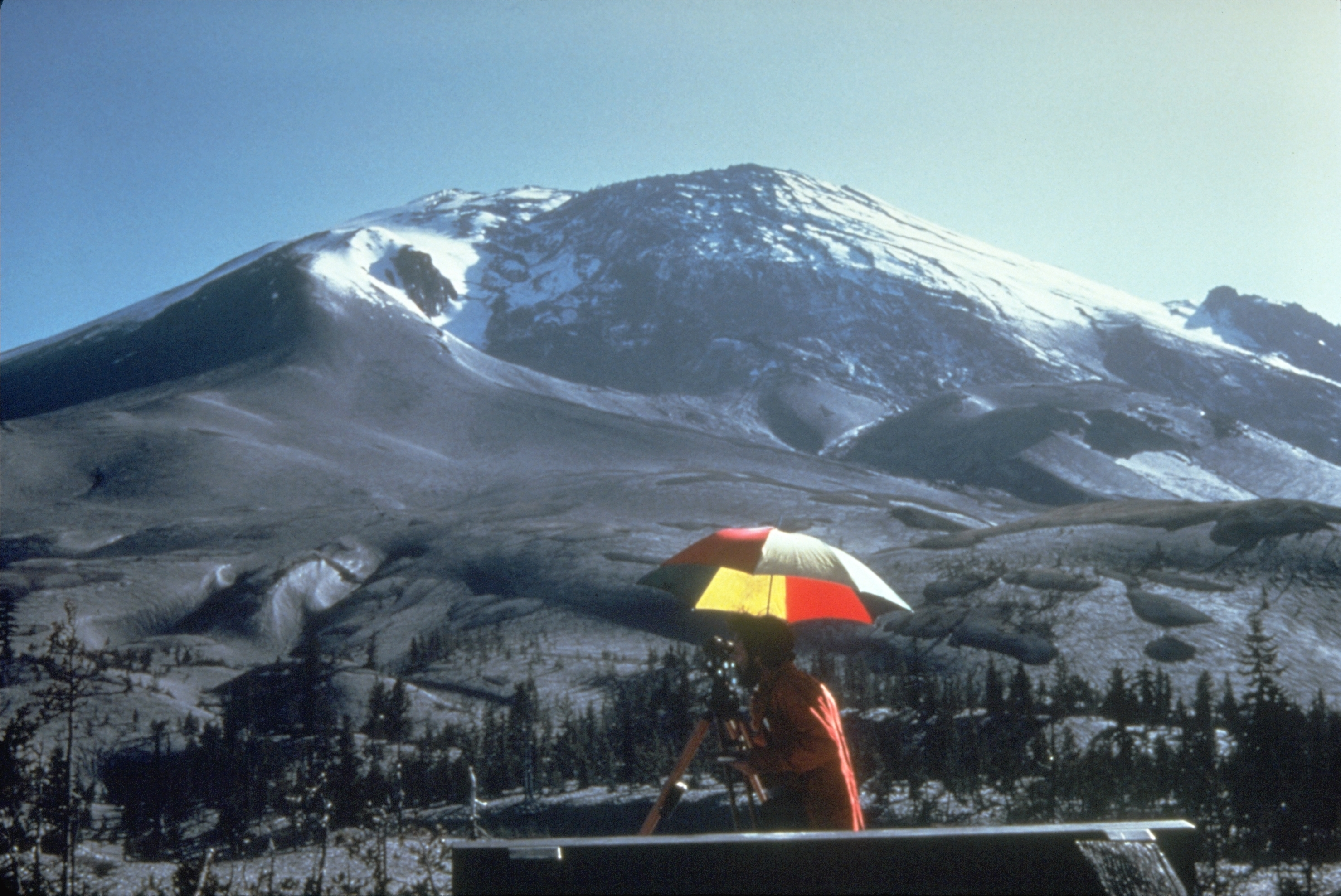
Uitstulping aan de noordzijde, 27 april

Een tweede nieuwe krater werd op 29 maart waargenomen. Statische elektriciteit gegenereerd door de aswolken deden bliksems ontstaan. Op 30 maart werden 93 uitbarstingen waargenomen, seismografen registreerden op 1 april aanhoudende trillingen met steeds dezelfde kracht (harmonic tremors); dit zette geologen op scherp en deed gouverneur Dixy Lee Ray op 3 april de noodtoestand afkondigen. De tweede krater had zich samengevoegd met de eerste, de totale doorsnee was 450 meter geworden en de diepte 90 meter. Schokken met een kracht van 3.2 of meer kwamen gedurende april en mei steeds vaker voor; begin april vier per dag en de week voor 18 mei acht per dag. 
Op 30 april kondigde de gouverneur een rode zone rond de vulkaan af; wie daar zonder pasje werd aangetroffen riskeerde een boete van $500 of zes maanden gevangenisstraf. Hierdoor konden veel eigenaren van vakantiehuizen daar niet meer terecht.

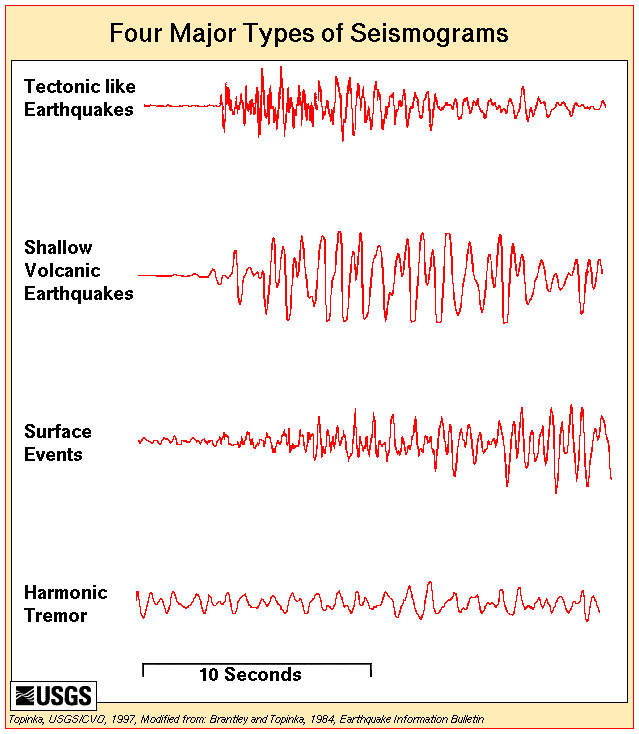
Vier typen van seismogrammen

Op 7 april was de nieuwe dubbele krater 1200 meter lang, 350 meter breed en 150 meter diep. Een team van de USGS stelde vast, door foto's van augustus 1979 met foto's van 7 april te vergelijken, dat een gebied op de noordhelling met een doorsnee van 1,5 km een uitstulping van 90 meter had gevormd. Deze groeide verder aan en had half mei een uitstulping van 120 meter bereikt. Naarmate de bult groter werd zakte het gebied van de top erachter omlaag, daar ontstond een tektonische slenk. Geologen verklaarden op 30 april dat het grootste directe gevaar het wegglijden van de bult was en dat dit een eruptie kon veroorzaken. Daarbij was niet te voorspellen wanneer de helling instabiel genoeg zou zijn om tot een verschuiving te leiden. De uitstulping werd veroorzaakt door magma dat zich op vrij geringe diepte onder de helling ophoopte, er was nog geen magma tevoorschijn gekomen.
Op 7 mei hervatten zich de erupties gelijk aan die van maart en april; tussen 1 en 12 mei groeide de bult 25 meter en zakte de slenk op de top 12 meter. De bevingen voorafgaand aan 18 mei concentreerden zich in een smalle zone minder dan 3 km onder de bult. Van 15 tot 17 mei stopten de zichtbare erupties waardoor de publieke belangstelling en de aantallen toeschouwers in het gebied afnamen. Sinds 8 mei waren geen harmonic tremors waargenomen en in de as zat nog steeds geen verse magma. De uitstulping bleef echter in hetzelfde tempo doorgroeien. Onder druk van het publiek werd het een vijftigtal eigenaren toegestaan op 17 mei het gebied binnen te gaan om zoveel mogelijk spullen op te halen. Een volgende gelegenheid werd voor 10 uur de volgende ochtend geboden. Omdat het die dag zondag was zouden 300 houthakkers niet in het gebied werken. Tegen de tijd van de grote uitbarsting had magma de noordflank 150 meter naar buiten gedrukt en het grondwater verhit wat tot veel door stoom veroorzaakte explosies leidde.

## Aardverschuiving

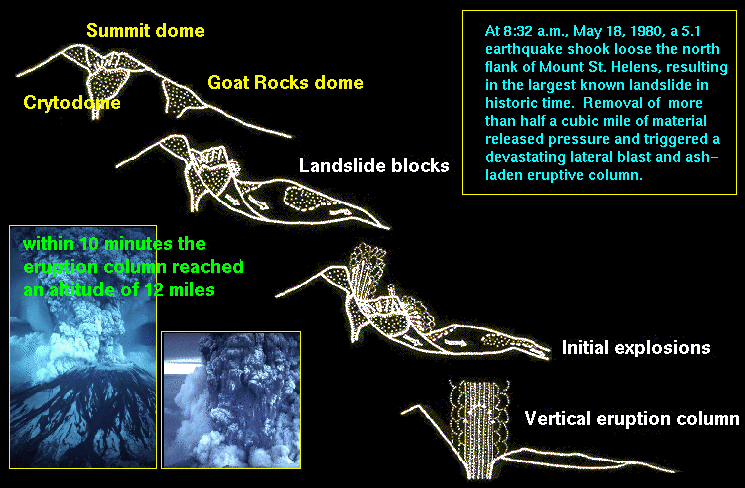
Volgorde van gebeurtenissen op 18 mei

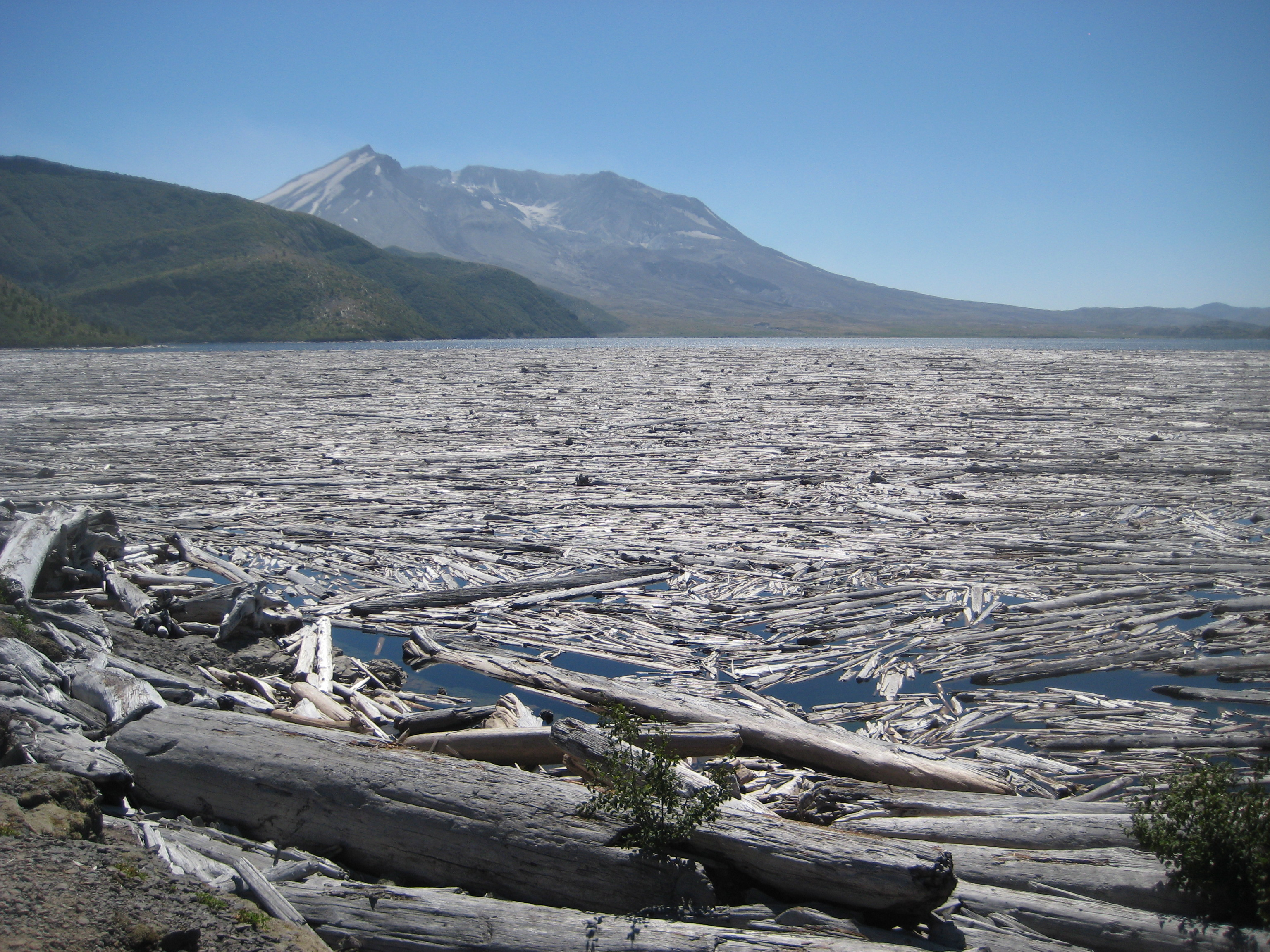
Meren nabij Mount St. Helens zijn meer dan 30 jaar deels bedekt geweest met gesneuvelde bomen (foto 2012)

Op de ochtend van 18 mei vertoonde de activiteit van Mount St. Helens' geen veranderingen ten opzichte van het patroon van de vorige maand. De uitstulping, zwaveldioxide-emissies en bodemtemperaturen lieten geen aanwijzingen zien voor een catastrofale eruptie. USGS vulkanoloog David A. Johnston had dienst op een waarnemingspost ongeveer 10 km ten noorden van de vulkaan: om 6 uur in de ochtend toonden zijn metingen geen ongebruikelijke activiteit aan.
Om 8.32 uur deed zich direct onder de noordelijke helling een aardbeving met kracht 5.1 voor waardoor daar omstreeks 10 seconden na de schok een aardverschuiving ontstond. Deze verschuiving, de grootste in de beschreven geschiedenis, verplaatste zich met een snelheid van 175 tot 250 km/u en schoof over de westelijke arm van Spirit Lake. Een deel ervan trof een 340 m. hoge heuvelrug ongeveer 10 km naar het noorden en schoof daar door de snelheid overheen. Het grootste deel volgde de noordtak van de Toutle River over een afstand van 20 km en vulde de vallei ervan met een bijna 200 meter dikke laag. Een gebied ter grootte van 38 km² werd bedekt met een totaal volume van ruim een kubieke kilometer.

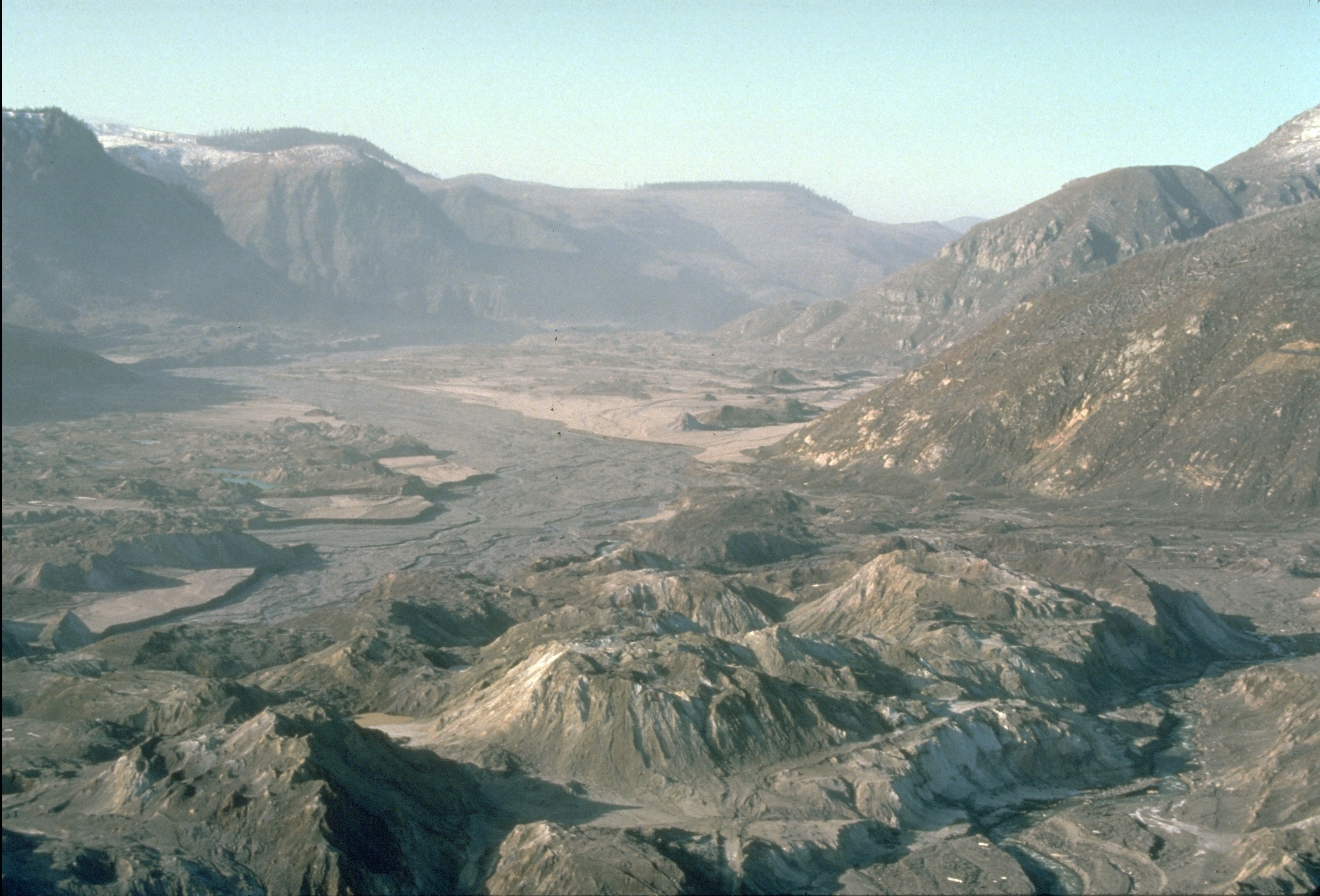
Vallei van noordtak van de Toutle River gevuld met modder en gesteente

Het bleek mogelijk de beweging van de aardverschuiving te reconstrueren met behulp van een serie foto's van Gary Rosenquist, die op 18 km van de uitbarsting kampeerde. Rosenquist en zijn gezelschap overleefden dankzij het plaatselijke reliëf.
Duizenden bomen op de heuvels rond Lake Spirit werden ontworteld nadat het water 240 meter tegen de hellingen spoelde en daarna weer terugstroomde. Door het materiaal dat de aardverschuiving achterliet kwam de bodem bijna 100 m hoger te liggen en de waterspiegel ongeveer 60 meter. Toen het water terugstroomde sleepte het duizenden bomen mee die waren geveld door een hete wolk van vulkanische gassen, as en gesteente die de landverschuiving enkele seconden eerder had ingehaald. Tientallen jaren na de eruptie zijn er nog altijd pakketten drijvende en aangespoelde bomen te zien in en langs Spirit Lake, St. Helens Lake, en Coldwater Lake.

## Pyroclastische stromen

### Eerste zijwaartse explosie

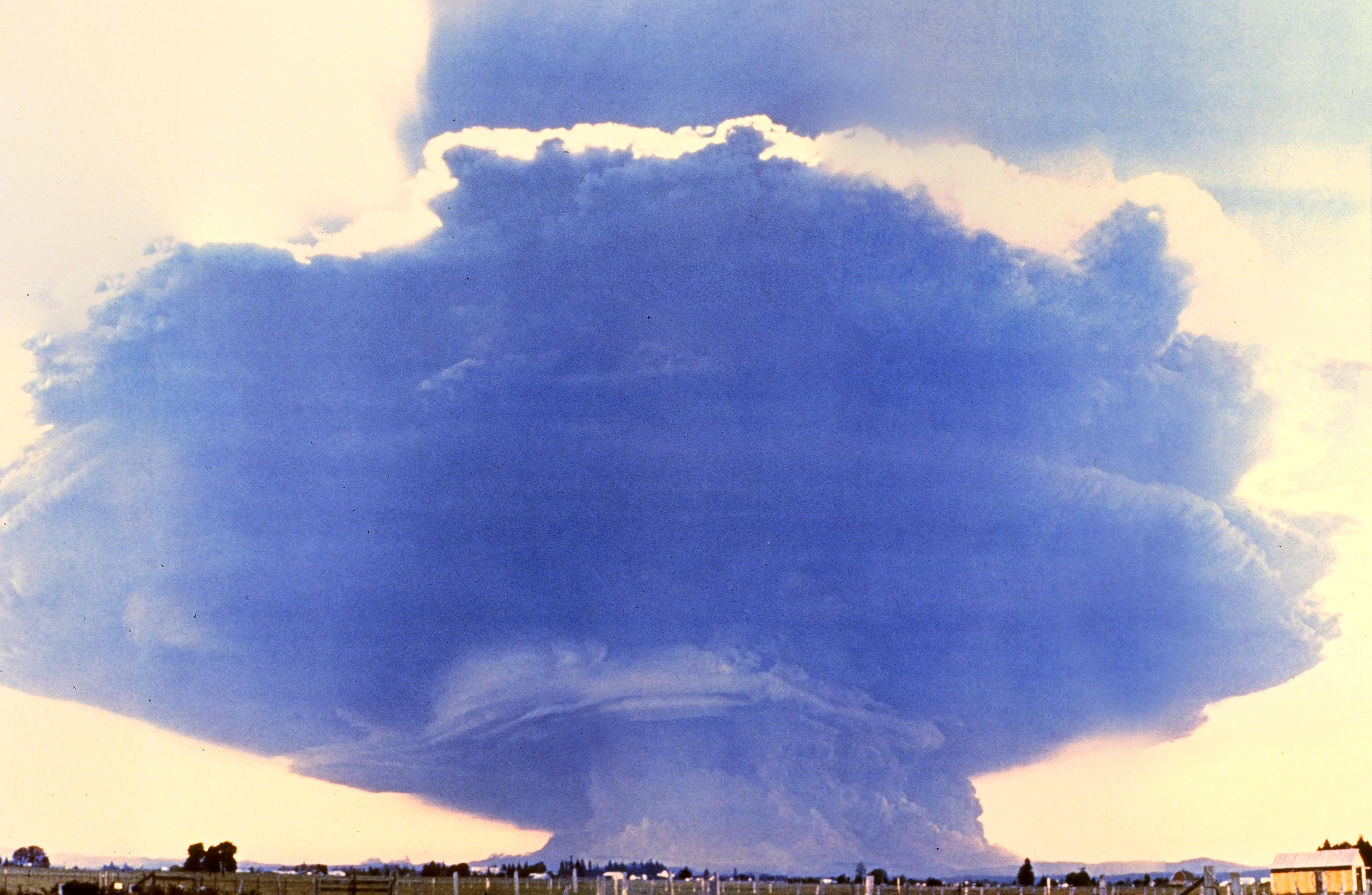
Aswolk gezien vanuit Toledo, Washington op 56 km naar het noordwesten. De wolk was ongeveer 60 km breed en 24 km hoog

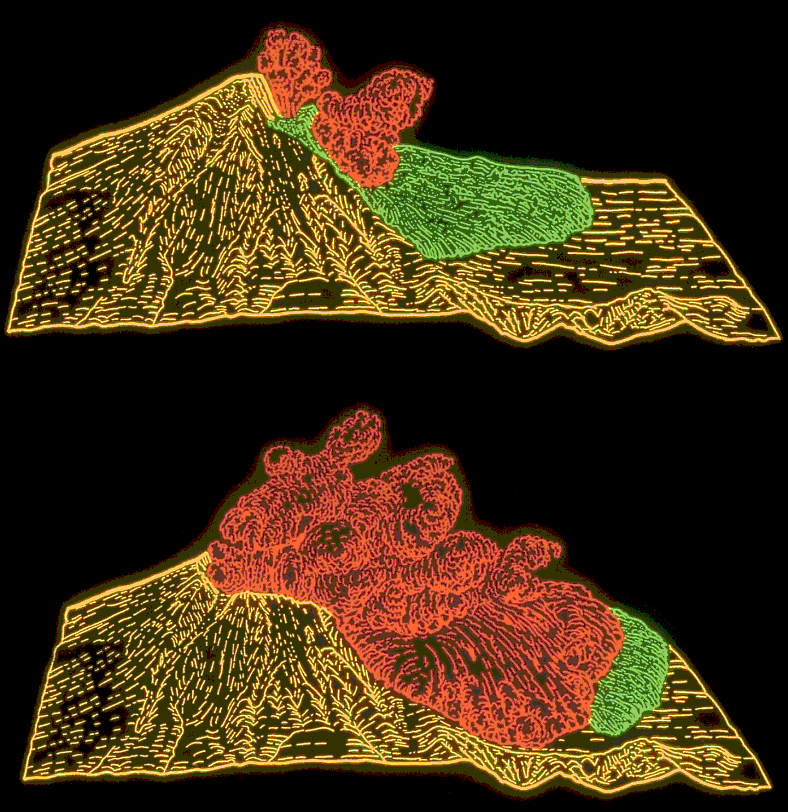
Computeranimatie toont hoe de aardverschuiving (groen) wordt ingehaald door de gloedwolk (rood)

Door het wegschuiven van een deel van de helling kon het, onder hoge druk staande, met gassen verzadigde vulkanisch materiaal en stoom explosief ontsnappen. Dit gebeurde enkele seconden na het begin van de aardverschuiving. De resulterende explosie stuurde de pyroclastische stroom van zeer hete gassen, aswolken en puimsteen naar het noorden met een snelheid van eerst 350 km/u toenemend tot rond 1000 km/u.
De gloedwolken haalden de lawine van de landverschuiving in en spreidden zich trechtervormig uit over een gebied van 37 km breed en 30 km lang. Een oppervlakte van 590 km² bos werd platgewalst, en extreme hitte doodde bomen nog kilometers buiten dat gebied. De zijwaartse eruptie duurde mogelijk niet langer dan 30 seconden.
Zeer heet materiaal van de pyroclastische wolk verhitte het water van Spirit Lake en North Fork Toutle River tot stoom en veroorzaakte een tweede grotere explosie die gehoord werd tot in British Columbia, Montana, Idaho, en Noord-Californië. In gebieden dichter bij de eruptie werd dit niet waargenomen doordat de geluidsgolven vervormd werden door luchtstromen, temperatuurverschillen en het reliëf.

### Gevolgen

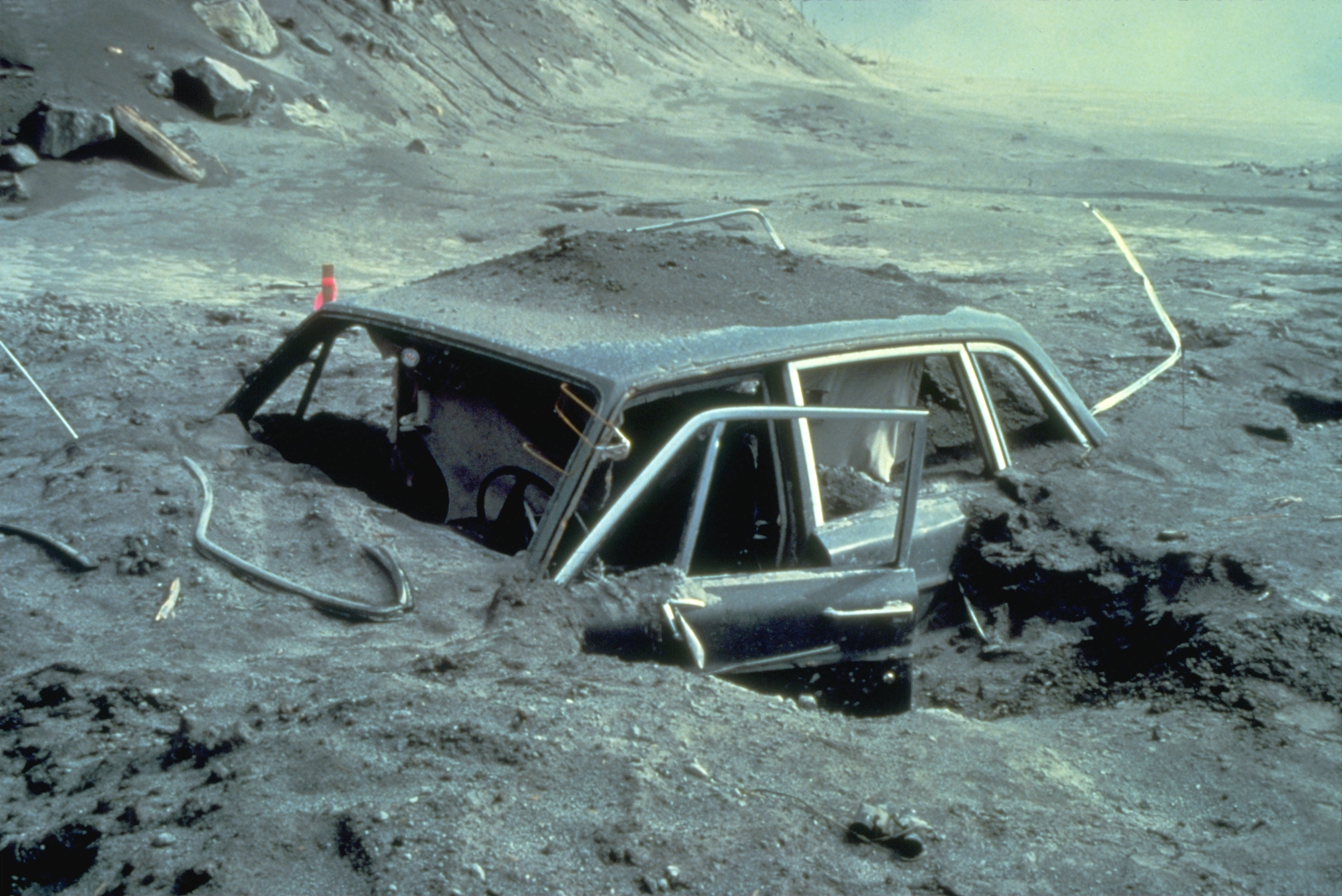
De auto van fotograaf Reid Blackburn na de eruptie

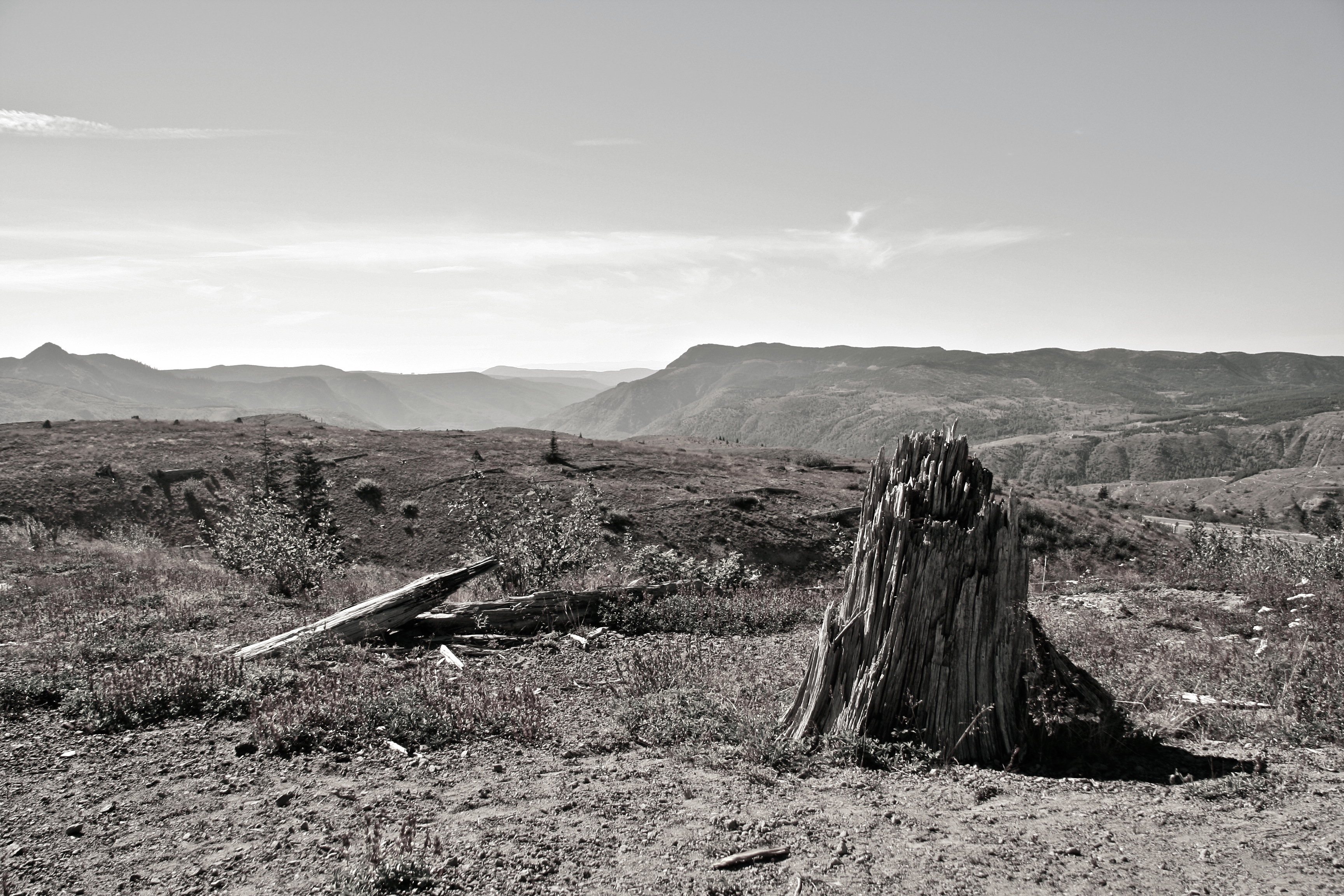
Bomen in de kaalslagzone braken vlak boven de grond af

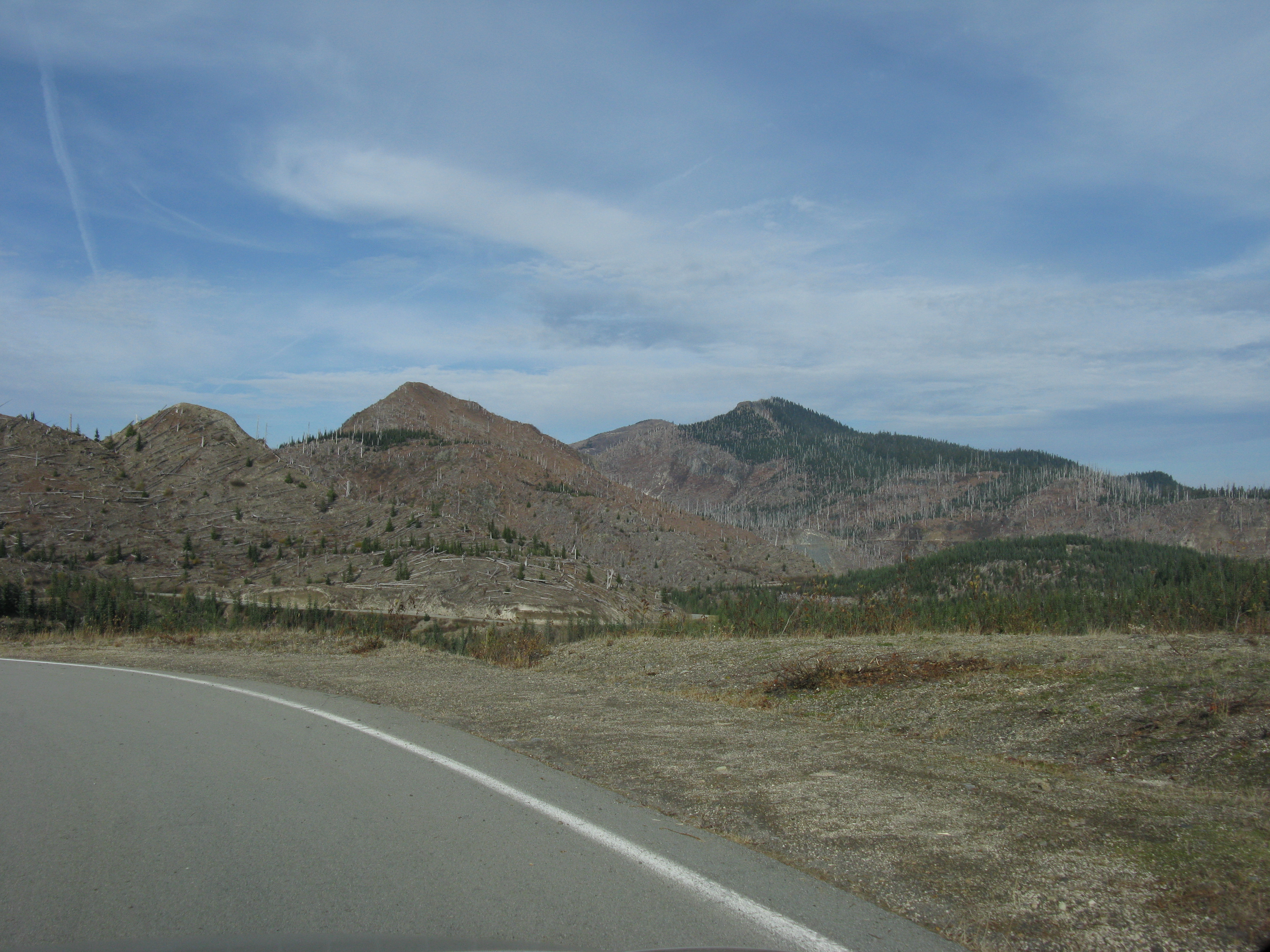
De gekanaliseerde zone, zo'n 30 jaar na de uitbarsting. Bomen op diverse hoogtes afgebroken, de aarde verschroeid.

De zijwaartse explosie met gloedwolken en vulkanisch materiaal veroorzaakte verwoestingen tot 30 km afstand van de vulkaan. Het getroffen gebied kan worden onderverdeeld in drie min of meer concentrische zones.
1. Kaalslagzone, de binnenste zone met een breedte van 13 km waar praktisch alles, zowel van nature als mensgemaakt, werd vernietigd of weggevoerd.[15] De gloeiende drukgolf met as en meegevoerd materiaal werd niet tegengehouden door de topografie van het terrein, heuvelruggen werden gepasseerd.
2. Gekanaliseerde explosiezone, tot een afstand van 30 km, waar de drukgolf alles wegvlakte wat op zijn pad lag maar deels geleid werd door de vorm van het landschap.[15] Deze kanalisering veroorzaakte opvallende lokale effecten die decennia later nog te zien zijn. Waar de gloedwolk direct over open land ging braken de bomen vlak boven de grond af, werd alle vegetatie en zelfs de bovenste grondlaag gestript wat de latere hergroei voor jaren vertraagde. Waar de stroom werd beïnvloed en op enkele meters hoogte passeerde bleef de bodemlaag met zaden erin liggen zodat de vegetatie sneller terugkwam. Bomen braken op variabele hoogte af, die op de meest beschutte plekken herstelden zich relatief vlot.
3. Verschroeide zone, de buitenste ring van het getroffen gebied waar de bomen wel bleven staan maar verzengd werden door de hete gassen en as.[15]

Tegen de tijd dat de pyroclastische stroom de eerste menselijke slachtoffers bereikte had deze nog een temperatuur van 360°C en was gevuld met verstikkende gassen, vulkanisch en ander materiaal. De 57 omgekomenen bezweken aan verstikking, de hitte of brandwonden. Harry R. Truman, eigenaar van een vakantiehuis, werd bedolven onder tientallen meters aardverschuiving. Vulkanoloog David A. Johnston en Reid Blackburn, National Geographic-fotograaf waren de eerste slachtoffers. Een andere fotograaf, Robert Landsburg, werd gedood door de aswolk. Hij kon de camera beschermen met zijn lichaam en de foto's gaven geologen waardevolle informatie over de eruptie.

### Latere erupties
Opvolgende uitstromingen van pyroclastisch materiaal vanuit de breuk bestond voornamelijk uit nieuwe magma in plaats van fragmenten van al bestaande vulkanische rots. De resulterende afzettingen vormde een uitspreidend patroon van overlappende lagen, tongen en lobben. Er deden zich tijdens de uitbarsting van 18 mei ten minste 17 pyroclastische stromen voor, hun totale volume bedroeg ongeveer 0,2 km³.
Twee weken na de eruptie hadden de magma- en aslagen nog een temperatuur van 300 tot 420°C. Dit veroorzaakte nog gedurende een aantal weken secundaire stoomexplosies aan de noordgrens van dit materiaal waar het in contact kwam met grondwater, langs de oevers van Spirit Lake en North Fork Toutle River.

## Aswolk

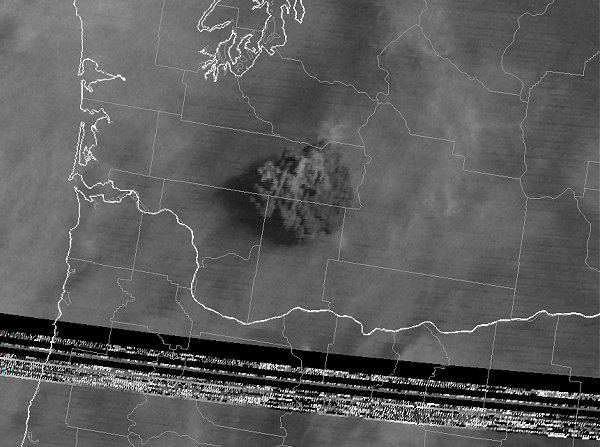
Aswolk van de St. Helens waargenomen door de GOES 3 weersatelliet om 15.45 UTC

Terwijl de aardverschuiving en de eerste pyroclastische gloedwolk nog voortraasden, steeg een askolom binnen 10 minuten tot een hoogte van 20 km boven de groter wordende krater en verspreidde 10 uur lang tefra in de stratosfeer. Bliksems vanuit de aswolk veroorzaakten enkele bosbranden. De as die vanuit de wolk omlaag begon te vallen mengde zich met magma, modder en stoom en veroorzaakte nieuwe lawines die van de flanken van de berg omlaag kwamen. 
Hoogtewinden voerden vulkanisch materiaal naar het oostnoordoosten met een snelheid van ongeveer 100 km/u. Om 09.45 uur bereikte dit Yakima, op 150 km afstand en om 11.45 uur werd Spokane bereikt. Op Yakima viel 10 tot 12 cm as, in gebieden tot bij Spokane werd het rond het middaguur donker en viel bij een zicht van 3 meter 1 tot 1,5 cm as. Verder naar het oosten viel de as om 22.15 uur in het westelijk deel van Yellowstone National Park en was het de volgende dag op de bodem in Denver, Colorado, te zien. Later werd het nog gemeld uit Minnesota en Oklahoma, een deel ervan trok in twee weken rond de wereld.
Gedurende de eruptie die 9 uur duurde viel naar schatting 540 miljoen ton as op een gebied van 57.000 km² (1,86 keer België of 1,36 keer Nederland). Het totaal volume van de as voordat het door regenval compacter werd was naar schatting 1,2 kubieke km. Vanaf ongeveer 17.30 uur op 18 mei begon de askolom in omvang af te nemen, minder zware uitbarstingen gingen nog enkele dagen door.

## Samenstelling van de as
Over het algemeen wordt de wijze waarop de as na een uitbarsting neerkomt sterk beïnvloed door de weersomstandigheden. Afhankelijk van de afstand tot de vulkaan en de verstreken tijd na de eruptie komen variaties in het type as voor. De Mount St. Helens is geen uitzondering.
De as bestond voor 65% uit siliciumdioxide en voor 18% uit aluminiumoxide. Voorts 5% ijzeroxide, 4% calciumoxide, 4% natriumoxide en 2% magnesiumoxide. Zeer kleine hoeveelheden werden aangetroffen van chloor, fluor en zwavel.
Bij de Mount St. Helens vormde de as bij het neerkomen drie lagen:
- de onderste laag was donkergrijs en bevatte veel oud gesteente en kristalfragmenten
- de middenlaag bestond uit een mix van glasscherfjes en puim
- de bovenste laag bestaat uit zeer fijne asdeeltjes die het langst bleven zweven.

## Modderstromen

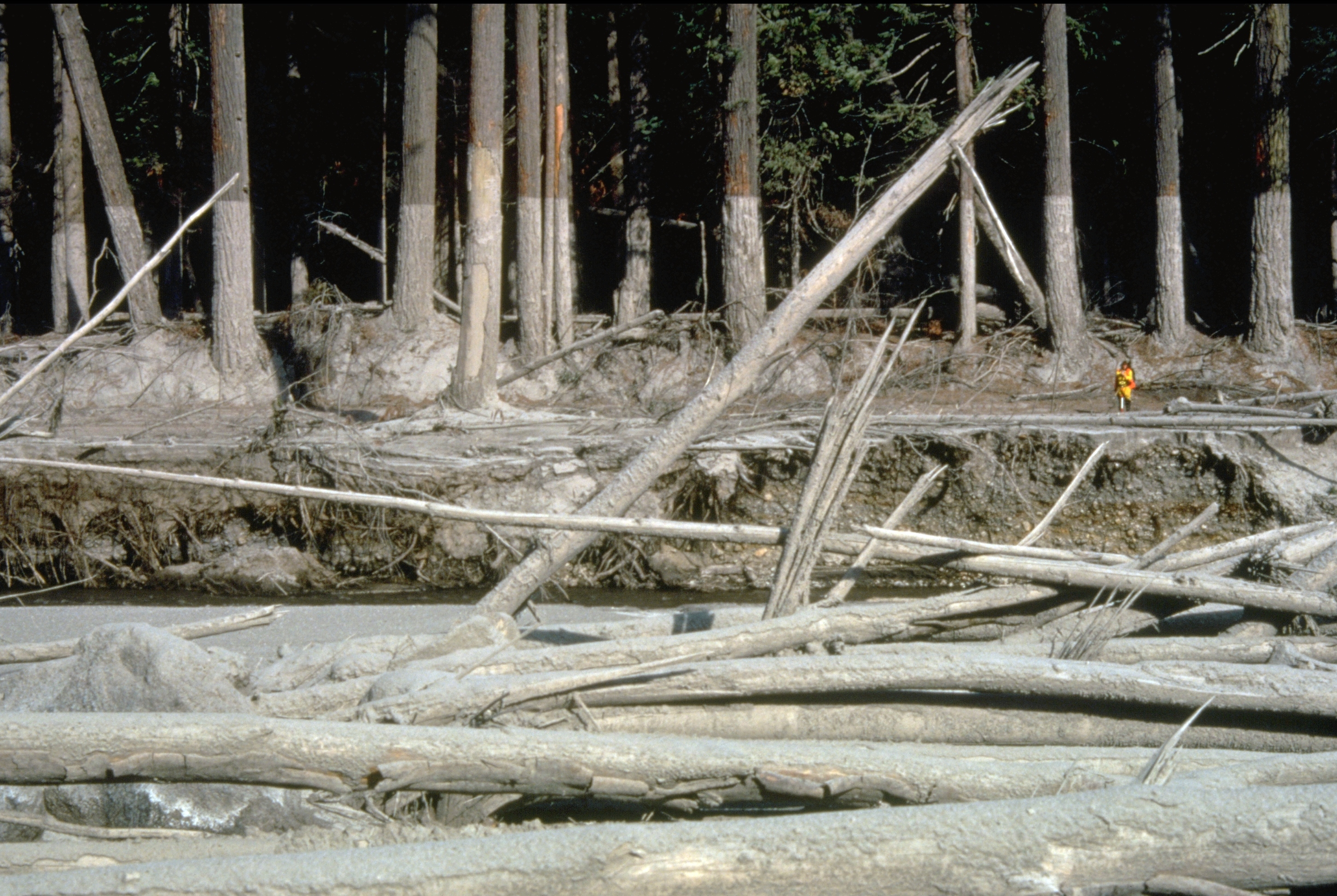
Muddy River, aan de stammen modder van de lahars van 1980

Het hete, exploderende vulkanisch materiaal brak de meeste gletsjers op de berg in stukken en deed ze smelten samen met de erop liggende sneeuw. Als bij vroegere erupties van de St. Helens veroorzaakte dit lahars (modderstromen) die drie van de vier afwateringssystemen van de berg afstroomden. De modderstromen kwamen rond 8.50 uur op gang. Op het hogere steile deel van de berg bereikten ze een snelheid van 140 km/u maar vertraagden tot 5 km/u in het onderste vlakke en bredere deel van de rivieren. De modderstromen van de zuid- en oostflank hadden de structuur van vloeibare beton toen ze met grote snelheid door de Muddy River, Pine Creek en Smith Creek stroomden tot de samenvloeiing in de Lewis rivier. Bruggen werden weggeslagen bij de monding van de Pine Creek en de kop van het Swift Reservoir, dat 80 cm steeg als gevolg van de ongeveer 13 miljoen m³ extra water, modder en puin.

Gesmolten ijs en sneeuw mengden zich op de noordoosthelling met tefra wat nog grotere lahars veroorzaakte. Deze stroomden door de noord- en zuidtak van de Toutle River en kwamen om 13.00 uur op de plek waar de Toutle in de Cowlitz rivier stroomt, bij Castle Rock (Washington). Bij de samenvloeiing van de Noord- en Zuid-Toutle bij Silver Lake, werd een verhoging van 7 meter waargenomen.
Een grote maar langzamer bewegende modderstroom kwam vroeg in de middag bovenaan de noord Toutle op gang. Om 2.30 uur had deze houthakkersverblijf Camp Baker verwoest, in de volgende uren werden 7 bruggen meegevoerd. Een deel van de stroom ging na het bereiken van de Cowlitz rivier 4 km stroomopwaarts, het meeste stroomde omlaag. Na 28 km werd de Columbia rivier gevuld met 3.000.000 m³ materiaal wat deze over een afstand van 7km 7 tot 8 meter ondieper maakte. De rivier moest enige tijd gesloten worden voor vrachtschepen naar de Oceaan wat Portland, Oregon naar schatting vijf miljoen dollar kostte. Uiteindelijk werd meer dan 48 miljoen m³ langs de Cowlitz en Columbia rivier afgezet.

## Nasleep

### Directe gevolgen

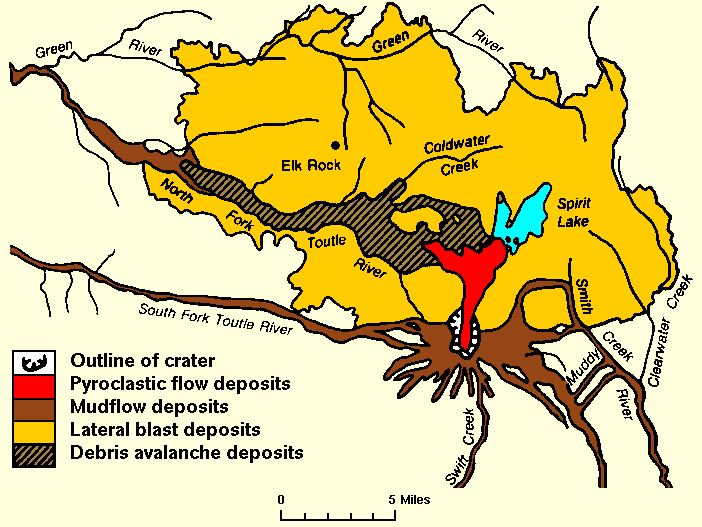
Plattegrond met de afzettingen van 1980

De uitbarsting was de dodelijkste en economisch meest verwoestende in de geschiedenis van de Verenigde Staten. Ongeveer 57 mensen werden op de dag zelf gedood en 200 huizen, 47 bruggen, 24 km spoorweg en 300 km autoweg werden vernield; twee mensen overleden na ongelukken als gevolg van slecht zicht en twee kregen een fatale hartaanval bij het asruimen. Een filmploeg werd op 23 mei per helikopter afgezet om de verwoesting vast te leggen. Doordat hun kompassen willekeurig draaiden raakten ze verdwaald. Een tweede eruptie de volgende dag (zie onder) overleefden ze, twee dagen later werden ze gered. De vulkaan spuwde 4,2 km³ materiaal uit. Een kwart daarvan was verse lava in de vorm van as, puimsteen en vulkanische bommen en de rest oudere, bestaande rotsen en gesteente. Het verdwijnen van een deel van de noordhelling (13% van het volume van de kegel) reduceerde de hoogte van Mount St. Helens met 390 meter en liet een hoefijzervormige krater achter van 1,6 bij 3,2 km en 630 meter diep en een grote open bres in het noordelijk uiteinde.

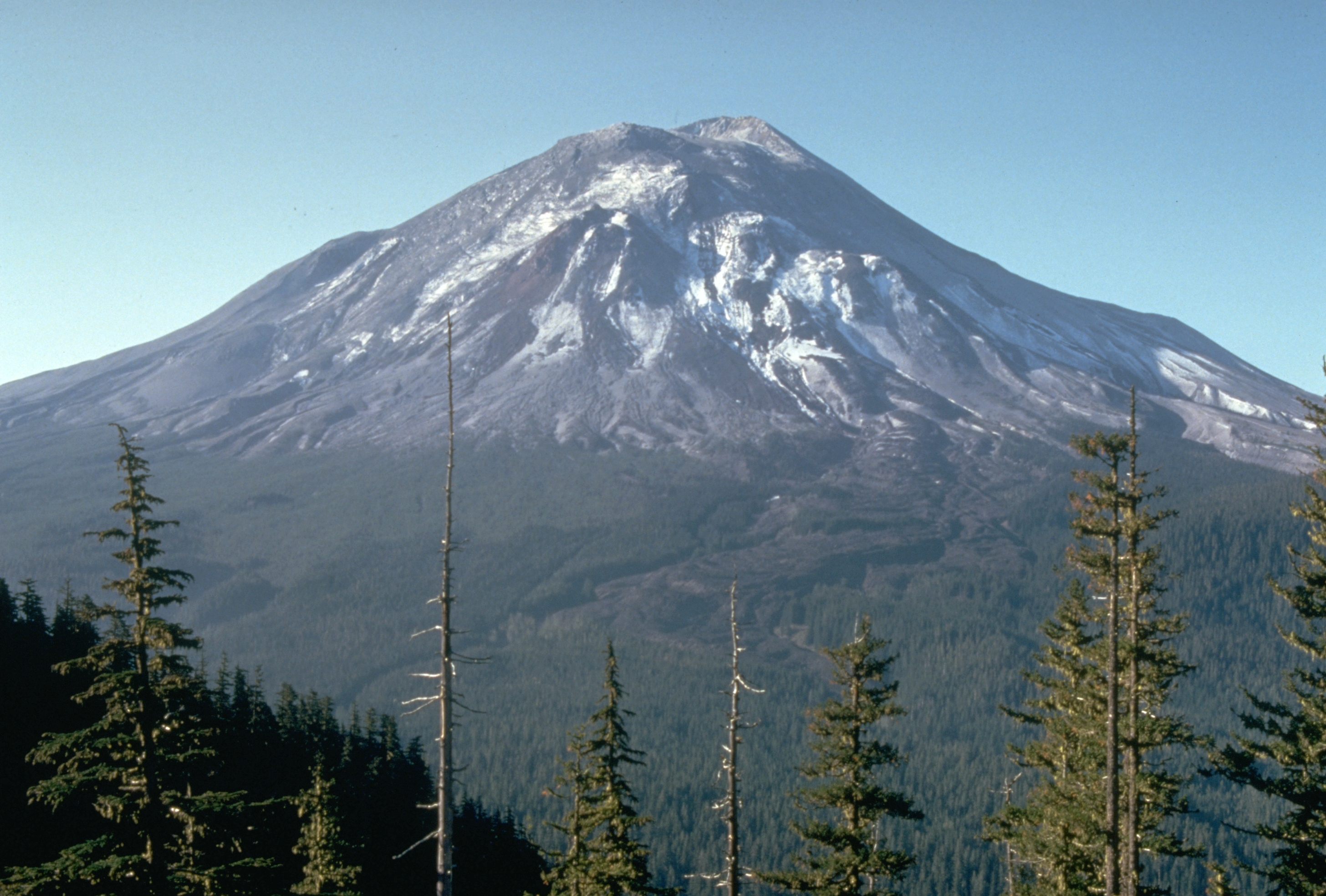
Mount St. Helens een dag voor de uitbarsting, gefotografeerd vanaf de Johnston ridge

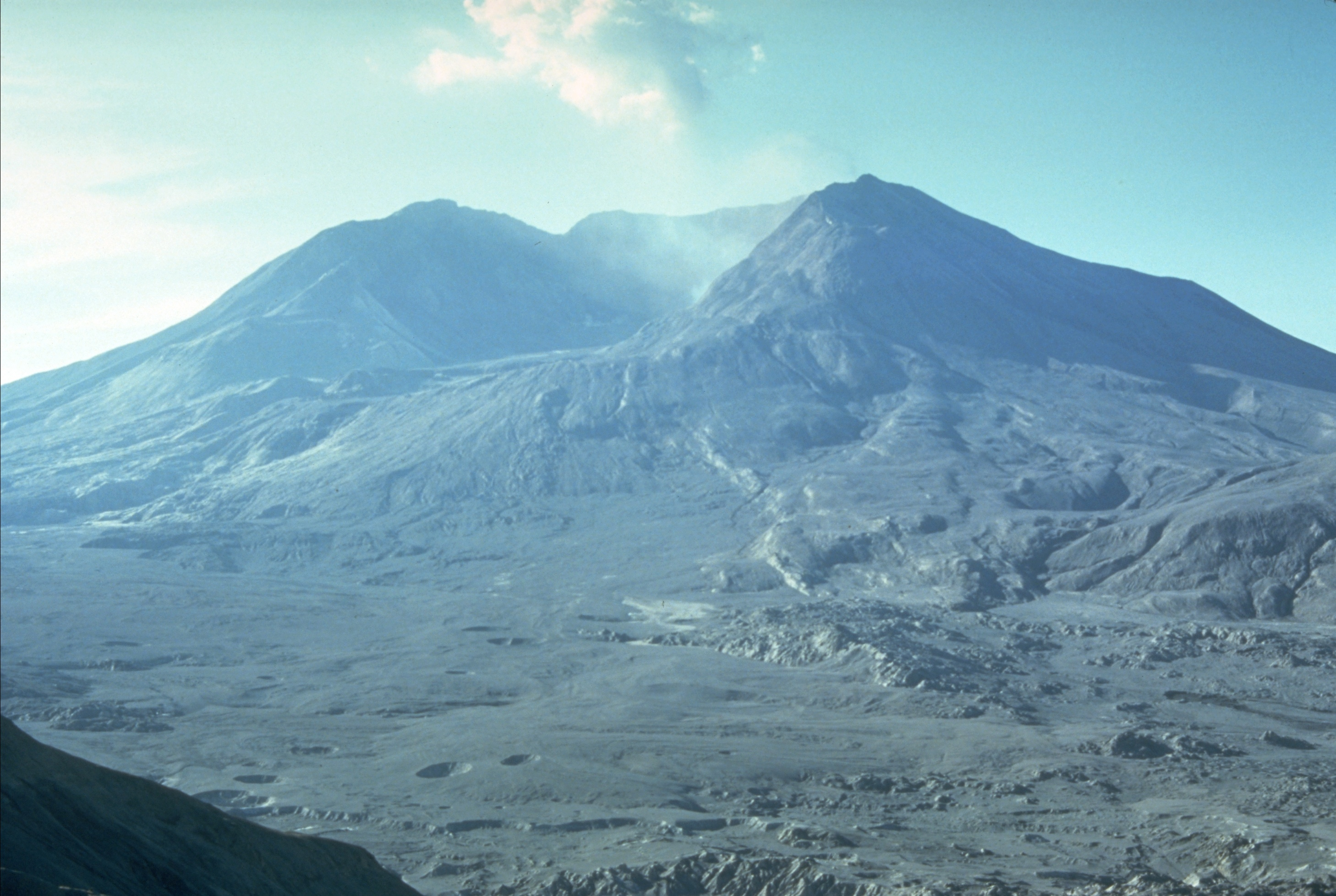
Vier maanden later vanaf dezelfde plek

Meer dan 9.400.000 m³ aan boomstammen was beschadigd of vernield, vooral door de zijwaartse uitbarsting. Na september 1980 werd ten minste 25% hiervan nog gered. Benedenwinds van de vulkaan in gebieden waar veel as lag, werden landbouwgewassen als tarwe, aardappels, appels en alfalfa vernield. Omstreeks 1500 elanden en 5000 herten werden gedood, en naar schatting 12 miljoen jonge zalmen door de vernieling van vele riviertjes.

#### Onzeker dodental
Er bestaat enige onzekerheid over het exacte aantal doden. Het meest genoemde getal is 57. Er zijn echter twee onduidelijkheden.
Het eerste betreft twee officieel getelde personen, Paul Hiatt en Dale Thayer. Na de explosie werden ze gerapporteerd als vermist. Later waren onderzoekers in staat twee personen met deze namen te vinden, levend en gezond. Men kon echter niet vaststellen door wie Hiatt als vermist was opgegeven, en degene die genoteerd stond als persoon die Thayer vermist had gemeld ontkende dat te hebben gedaan. Omdat niet vastgesteld kon worden dat deze Hiatt en Thayer dezelfden waren als de vermisten, blijven hun namen op de lijst van veronderstelde doden.
Het tweede betreft drie vermiste personen die niet op de officiële slachtofferlijst staan: Robert Ruffle, Steven Whitsett en Mark Melanson. Cowlitz Emergency Services Management registreerde hen als "mogelijk vermist — niet op (de officiële) lijst". Volgens de broer van Mark berichtten officials van Cowlitz County in oktober 1983 aan zijn familie dat Mark Melanson "waarschijnlijk slachtoffer is van de uitbarsting van 18 mei 1980" en dat na jaren zoeken de familie uiteindelijk concludeerde dat hij ligt begraven onder de as.
In verband met deze onzekerheden kan het dodental variëren tussen 55 en 60. Samen met de eerdergenoemde vier indirecte slachtoffers ligt het totaal aantal tussen 59 en 64.

### Asschade en schoonmaak

Beeld van de asneerslag

Het neerdalen van de as zorgde voor tijdelijk grote problemen met betrekking tot transport, afvalverwerking en waterzuivering. Door slecht zicht moesten veel wegen worden gesloten. Interstate 90 van Seattle naar Spokane was gedurende 1,5 week dicht. Vliegverkeer was ernstig ontregeld voor enkele dagen tot twee weken omdat diverse vliegvelden in het oosten van Washington last hadden van een aslaag en slecht zicht. Het fijne en scherpe as veroorzaakte problemen in verbrandingsmotoren en andere mechanische of elektrische apparatuur; oliesystemen en luchtfilters raakten verstopt. In transformators werd kortsluiting veroorzaakt wat leidde tot stroomuitval.
Het opruimen en afvoeren van de as was een enorme klus voor de gemeenschappen in oost Washington. Een geschatte hoeveelheid van 1.750.000 m³ as met een gewicht van 900.000 ton, werd van de wegen en vliegvelden in Washington verwijderd. In Yakima deed men er 10 weken over, de kosten voor deze plaats bedroegen $2.2 miljoen. Als stortplaatsen werden oude groeven, bestaande vuilnisbelten of daarvoor geschikte nieuwe plekken gebruikt. Om verplaatsing door de wind te voorkomen werden sommige stortplaatsen overdekt met grond en ingezaaid met gras. In Portland dreigde de burgemeester met boetes als bedrijven de as niet van hun parkeerplaatsen lieten verwijderen.

### Kosten
Op verzoek van het Congres werd een schatting van $1,1 miljard (1980 prijzen) aan kosten vastgesteld door de International Trade Commission. Het Congres stemde voor een toewijzing van $951 miljoen aan rampschade, waarvan het grootste deel naar het MKB, de genie en de Federal Emergency Management Agency ging.
Tot de indirecte en niet-kwantificeerbare kosten behoren de tijdelijk hogere werkloosheid in de nabije omgeving van Mount St. Helens omdat bijvoorbeeld boswerkzaamheden kwamen stil te liggen. Enkele bewoners kregen na 18 mei last van stress en emotionele problemen.
Aan het toerisme werd een flinke slag toegebracht. Ook in delen van Washington en Oregon die niet te lijden hadden van de uitbarsting werden conferenties en evenementen afgelast of uitgesteld. De United States Forest Service en de Staat Washington openden bezoekerscentra en boden toegang om de gevolgen van de uitbarsting te kunnen bezichtigen.

## Latere uitbarstingen

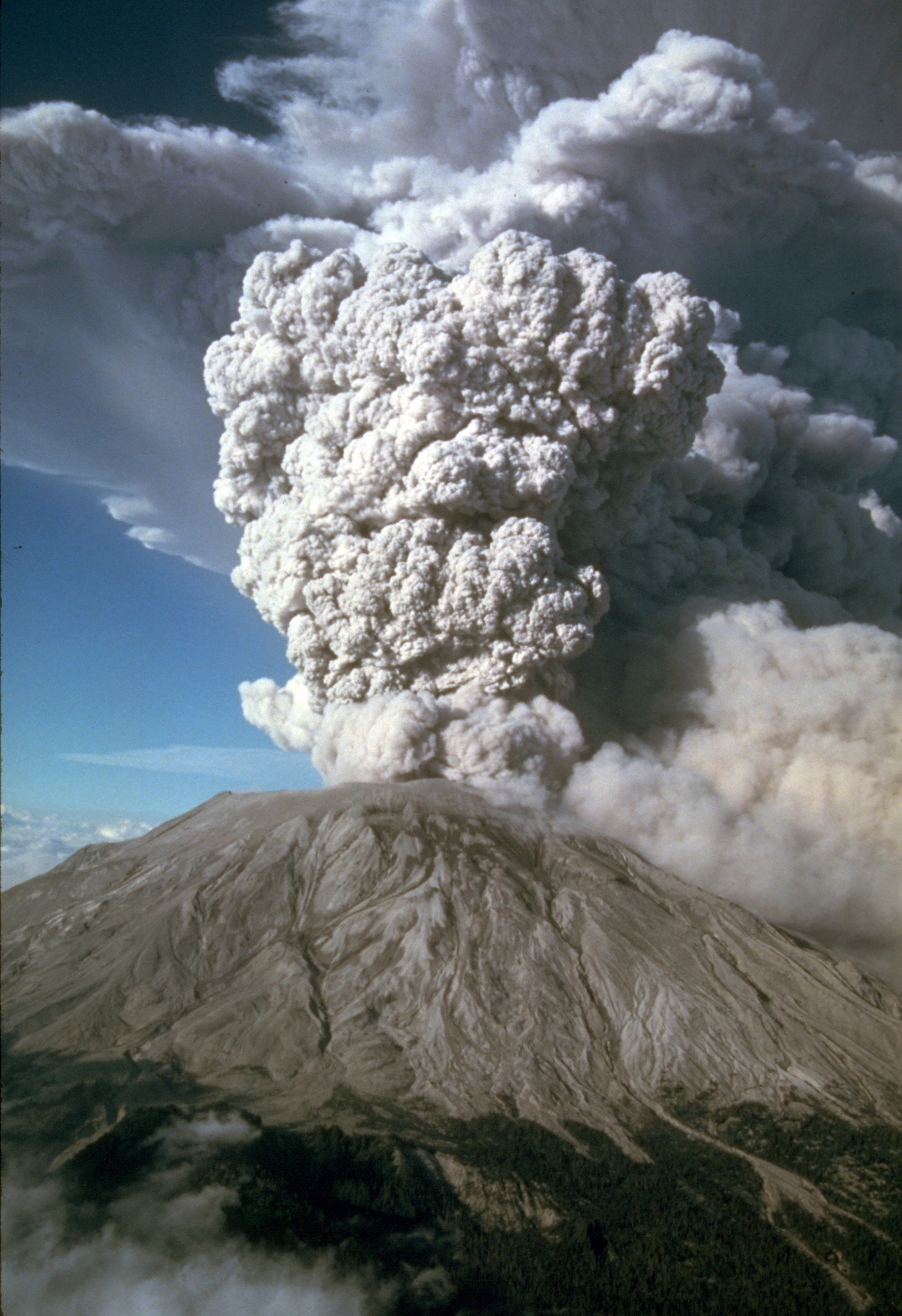
Eruptie op 22 juli 1980

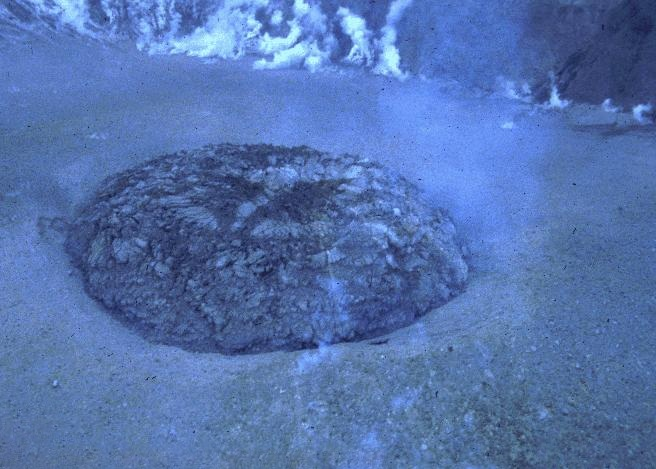
Groeiende kegel, 24 oktober 1980

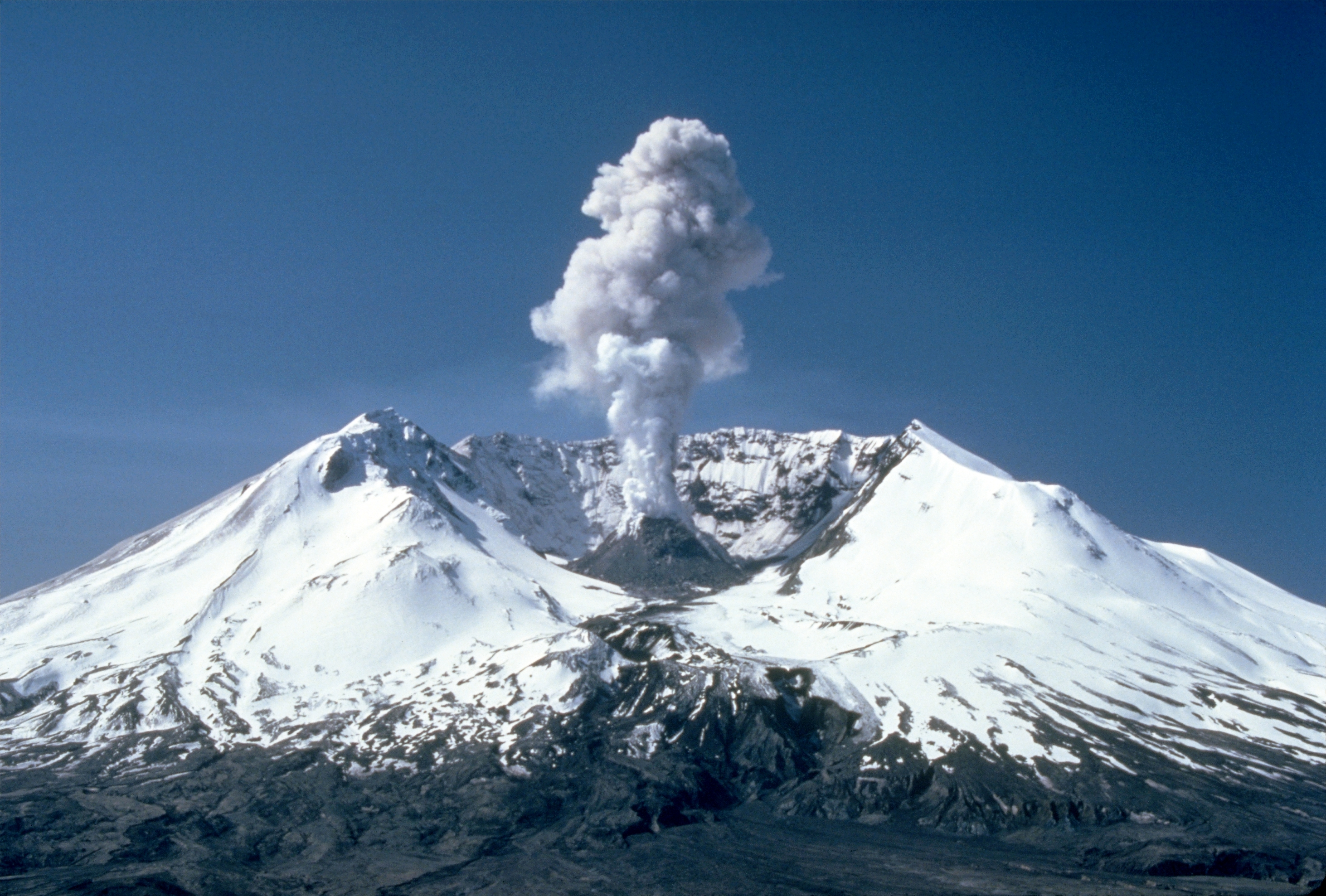
Stoomwolk van 900 m hoog uit nieuwe kegel, 19 mei 1982, gezien door de bres in noordelijke kraterrand

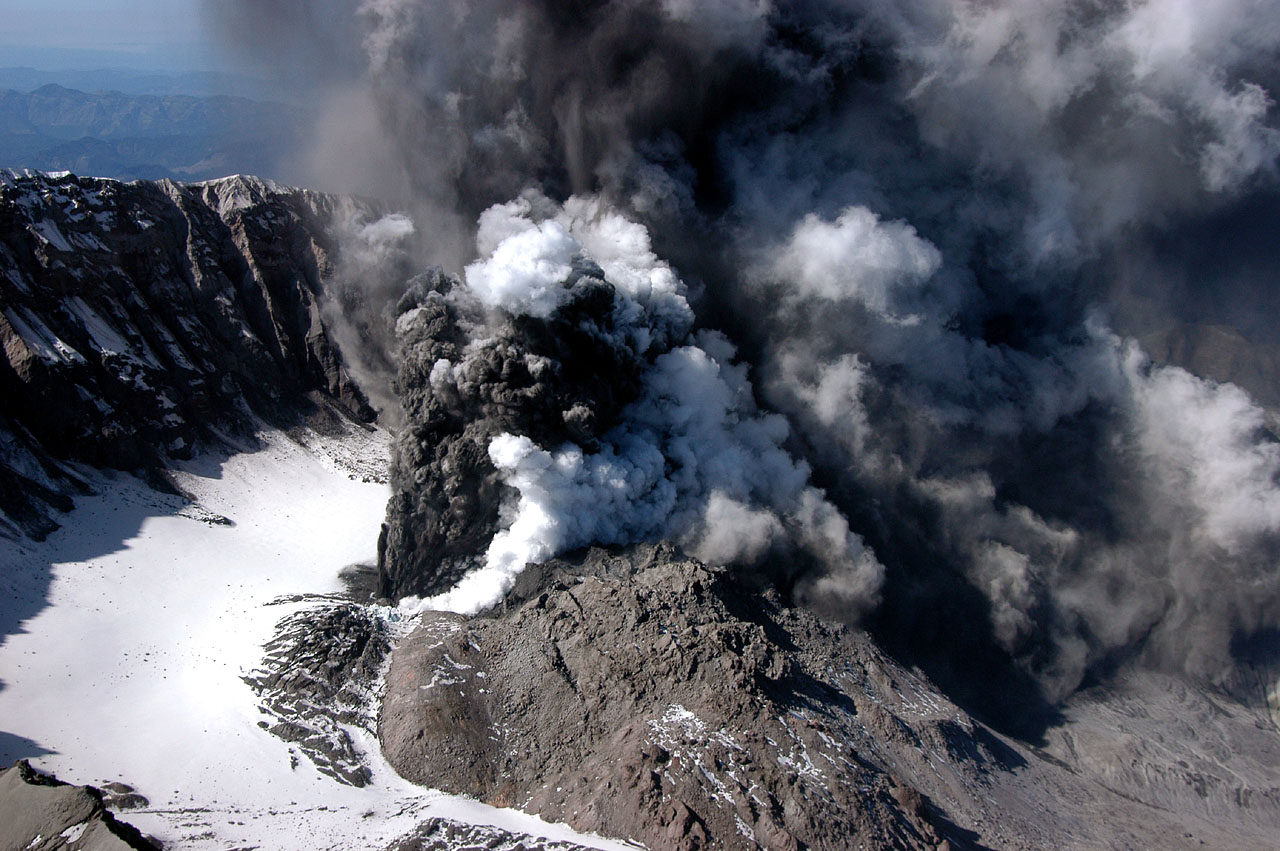
Pluim van as en stoom, oktober 2004

St. Helens produceerde nog vijf explosieve uitbarstingen tussen mei en oktober 1980. Tot 1990 waren er nog ten minste 21 perioden van activiteit. De vulkaan bleef actief tot 2008 met kleinere erupties waardoor de kegel weer aangroeide.

### 1980–1991
Een uitbarsting op 25 mei 1980 om 2.30 uur in de nacht en voorafgegaan door een aardbeving veroorzaakte een askolom van 14 km hoog. De wind samen met regenbuien veroorzaakte een dunne aslaag over grote delen van westelijk Washington en Oregon. Gloedwolken stroomden uit de noordelijke bres van de krater en bedekten boomstammen, puin en modderstromen van de 18-mei uitbarsting.
Op de ochtend van 12 juni waren er twee uitbarstingen, de tweede met een aswolk van 16 km hoog. Dit veroorzaakte door de windrichting asneerslag in het eerder gespaard gebleven gebied van Portland, juist tijdens het jaarlijkse Rozen Festival.
Deze dag kwam op de kraterbodem een nieuwe kegel tevoorschijn die in een week groeide tot een hoogte van 60 meter en een doorsnee van 400 meter.
Explosies op 22 juli volgden op een maand van relatieve rust. Hieraan voorafgaand waren enkele dagen van meetbare expansie van de top, meer aardbevingen en emissies van zwaveldioxide en kooldioxide.  Er waren die dag drie erupties aan het begin van de avond, de laatste duurde twee uur. Een askolom kwam tot 17 km hoogte. De kegel die in juni was ontstaan was hierna weer verdwenen.
Na seismische activiteit en gasemissies begin augustus, kwam op 7 augustus bij twee uitbarstingen een aswolk tevoorschijn (hoogte 13 km). Kleine pyroclastische stromen kwamen door de noordelijke bres van de kraterrand.
Na twee maanden rust was er een eruptie die duurde van 16 - 18 oktober. Opnieuw waren er een aswolk (tot 16 km) en kleine gloedwolken. Een nieuwe kegel ontwikkelde zich na de laatste explosie op 18 oktober die binnen enkele dagen een doorsnee had van 270 meter en een hoogte van 40 meter. Ondanks de groei van de kegel ontwikkelde zich in de krater snel een nieuwe gletsjer.
Erupties na 1980 hadden een rustig verloop die de nieuwe kegel verder deden groeien. In 1987 was deze meer dan 900 meter in doorsnee en 240 m hoog.

### 2004–2008
De vulkanische activiteit van oktober 2004 tot januari 2008 betrof een tamelijk continue uitstroom van magma. Vanaf oktober 2004 ontwikkelde zich een nieuwe lavakoepel. Deze kwam niet uit boven de caldera van de uitbarsting van 1980.